# ハインリッヒ・イベント
ハインリッヒ・イベント（英語: Heinrich events）は、1988年にHartmut Heinrichが発見した最終氷期に北大西洋へ多数の氷山が流れ出したことで生じた、急激で大規模な寒冷イベント。

## 要因
ローレンタイド氷床などの氷床が約11000年周期で融解することによって発生する。この流出を1992年に北大西洋19箇所の海底コアを採取することで検証した際、過去14000年から70000年に発生したハインリッヒ・イベントの堆積物の特徴として石灰岩やドロマイトが北大西洋を東に進むにつれて減少することや、グリーンランド南方及び北大西洋東部には分布しないことが明らかになった。北大西洋周辺で陸域からもたらさる石灰岩やドロマイトはハドソン湾周辺及びカナダ東部から北部に分布していることを鑑みると、巨大な氷床が底にある石灰岩やドロマイトを削りつつ融解し淡水となったことが言える。
また、ハインリッヒ・イベントの発生はダンスガード・オシュガーサイクルとよく一致することが明らかになっている。。

## 日本への影響
大西洋で生じた現象であるが、その影響は日本まで及び野尻湖の湖面低下変動として現れた事が、湖底堆積物の音波探査で発見されたと報告されている。

## メカニズム
このメカニズムについては長らく不明で、様々な説がある。Andreas Vieliは温海水の流入による氷床分離面の不安定化が原因であるとしている。